# Hans Christian Bernat
Hans Christian Bernat (Morud, 13 novembre 2000) è un calciatore danese, portiere del Karlsruhe.

## Carriera

### Club
Cresciuto nel settore giovanile dell'Odense, esordisce in prima squadra l'8 luglio 2020, disputando l'incontro di Superligaen perso per 1-3 contro lo Silkeborg.

### Nazionale
Ha rappresentato le nazionali giovanili danesi dall'Under-16 all'Under-19.

## Statistiche

### Presenze e reti nei club
Statistiche aggiornate al 25 luglio 2022.
| Stagione        | Squadra         | Campionato      | Campionato | Campionato | Coppe nazionali | Coppe nazionali | Coppe nazionali | Coppe continentali | Coppe continentali | Coppe continentali | Altre coppe | Altre coppe | Altre coppe | Totale | Totale |
| Stagione        | Squadra         | Comp            | Pres       | Reti       | Comp            | Pres            | Reti            | Comp               | Pres               | Reti               | Comp        | Pres        | Reti        | Pres   | Reti   |
| --------------- | --------------- | --------------- | ---------- | ---------- | --------------- | --------------- | --------------- | ------------------ | ------------------ | ------------------ | ----------- | ----------- | ----------- | ------ | ------ |
| 2019-2020       | Odense          | SL              | 0+1        | 0 + -3     | CD              | 0               | 0               |                    | -                  | -                  |             | -           | -           | 1      | -3     |
| 2020-2021       | Odense          | SL              | 0+3        | 0 + -2     | CD              | 0               | 0               |                    | -                  | -                  |             | -           | -           | 3      | -2     |
| 2021-2022       | Odense          | SL              | 16+10      | -25 + -11  | CD              | 8               | -5              |                    | -                  | -                  |             | -           | -           | 34     | -41    |
| 2022-2023       | Odense          | SL              | 2          | -4         | CD              | 0               | 0               |                    | -                  | -                  |             | -           | -           | 2      | -4     |
| Totale carriera | Totale carriera | Totale carriera | 32         | -45        |                 | 8               | -5              |                    | -                  | -                  |             | -           | -           | 40     | -50    |